# Filialkirche Ebergassing

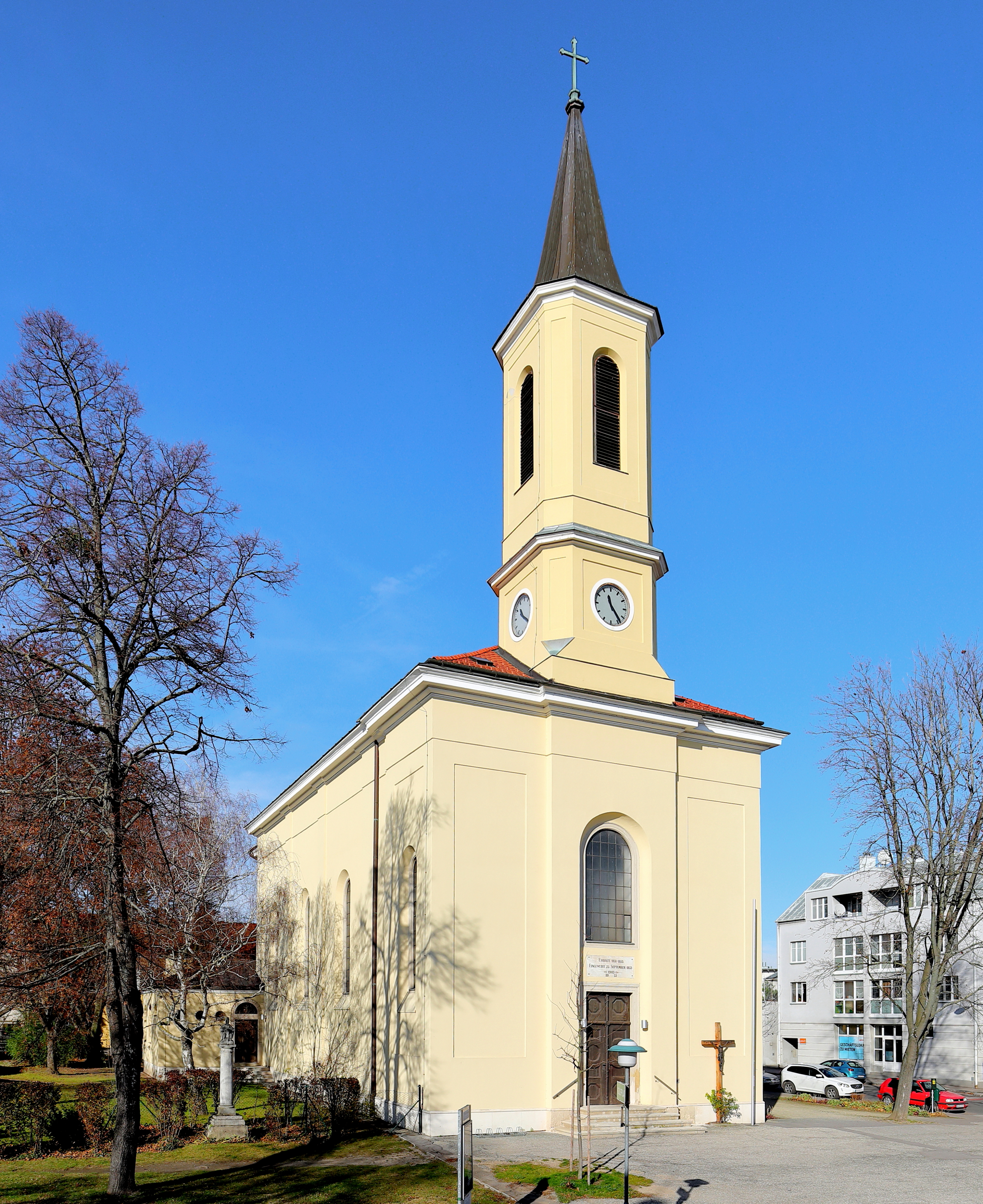
Katholische Filialkirche Mariä Himmelfahrt in Ebergassing

Die römisch-katholische Filialkirche Ebergassing steht in der Gemeinde Ebergassing im Bezirk Bruck an der Leitha in Niederösterreich. Die dem Patrozinium Mariä Himmelfahrt unterstellte Filialkirche gehört zum Dekanat Schwechat im Vikariat Unter dem Wienerwald der Erzdiözese Wien. Das Kirchengebäude steht unter Denkmalschutz (Listeneintrag).

## Geschichte
Eine Pfarre wurde 1783 gegründet und 2021 beendet. Seit 2022 ist die Filialkirche der Pfarrkirche Gramatneusiedl zugeordnet.
Die heutige Kirche wurde von 1851 bis 1853 erbaut. In den Jahren 1903 und 1953 wurde sie renoviert und in den 1980er Jahren restauriert.

## Architektur
Kirchenäußeres
Das Gebäude ist eine gewestete Saalkirche mit östlichem Fassadenturm. Der schlichte Rechteckbau hat einen eingezogenen gerade geschlossenen Chor und südlich eine angebaute Sakristei. Die Fassade mit einem ausladenden Traufgesims hat Rundbogen- und Kreisfenster und ist durch flache Putzfelder und Lisenen gegliedert. In die wuchtigen Holztorflügel ist das Kreuzstamm-Motiv eingearbeitet.
Kircheninneres
Das dreijochige Langhaus hat Kreuzgratgewölbe auf Pfeilervorlagen, die Wände haben Streben und Putzfelder, und das Gewölbe ist mit Stuckbändern verziert. Die kreuzgratunterwölbte Empore liegt auf Pfeilern auf und hat eine Holzbrüstung. Der Chor hat eine Flachkuppel. Das Turmerdgeschoß im Osten hat ein Kuppelgewölbe sowie flankierend einen Emporenaufgang und einen Nebenraum.

## Ausstattung
Der Hochaltar zeigt ein großformatiges Bild Mariä Himmelfahrt von Josef Führich (1852). Die zwei Seitenaltäre zeigen Bilder von Leopold Schulz (1851), links Kreuzigungsgruppe, rechts Auferstandener Christus mit Evangelisten und Judas Thaddäus.
Die Orgel mit 16 Registern baute Josef Ullmann (1867). Eine Glocke goss Ferdinand Angerer (1778) mit dem Wappen von Franz Josef Fürst Liechtenstein.